# Anastasia (film, 1986)
Anastasia (engelska: Anastasia: The Mystery of Anna) är en TV-film från 1986 i regi av Marvin J. Chomsky. Filmen är baserad på Peter Kurths bok Anastasia: the Life of Anna Anderson. Filmen handlar om Anna Anderson, som påstod sig vara storfurstinnan Anastasia av Ryssland. Huvudrollen spelas av Amy Irving

## Handling
Filmen rymmer två berättelser. Den börjar med en historisk skildring av Anastasia Nikolajevna Romanovas liv. Hon var yngsta dottern till Nikolaj II, Rysslands siste kejsare. Handlingen utspelar sig mellan december 1916 och juli 1918, då kejsaren och hela hans familj avrättades av bolsjevikiska soldater.
Filmen fortsätter med att skildra Anna Andersons liv från 1923, då hon räddats efter att hon försökt dränka sig. Hon togs in på ett mentalsjukhus, där hennes läkare kom att intressera sig för hennes fall. Vem var kvinnan som förlorat minnet? Var hon Anastasia Romanova, som mirakulöst överlevt, eller någon annan? Han kontaktar en av Anastasias släktingar, för att se om mötet med denne kan hjälpa henne att få klarhet. 
Annas minne återvänder undan för undan, och hon blir allt mer viss om att hon verkligen är Anastasia. Några av släkten Romanov tror på henne. Men de flesta anser att hon är ännu en bedragerska och tar avstånd från henne. Annas enda hopp står nu till att hon ska få möta Anastasias farmor, Maria Fjodorovna, och bli igenkänd och erkänd av henne.

## Om filmen
Amy Irving nominerades till en Golden Globe för huvudrollen. Jan Niklas och Olivia de Havilland belönades med Golden Globes för sina biroller. 

## Rollista i urval
- Amy Irving - Anna Anderson
- Olivia de Havilland - Maria Fjodorovna
- Jan Niklas - prins Erich
- Nicolas Surovy - Serge Markov
- Susan Lucci - Darya Romanoff
- Elke Sommer - Isabel Von Hohenstauffen
- Edward Fox - dr. Hauser
- Claire Bloom - Alexandra av Hessen
- Omar Sharif - Nikolaj II av Ryssland
- Rex Harrison - Kirill Vladimirovitj av Ryssland
- Jennifer Dundas - Anastasia Nikolajevna Romanova
- Christian Bale - Alexei

### Fotnoter
1. ↑  hämtat från: italienskspråkiga Wikipedia.[källa från Wikidata]
2. ↑  ”Anastasia: the Mystery of Anna” (på engelska). BBC. 24 juli 1990. http://genome.ch.bbc.co.uk/7b4682536a7b417dbaf570882ada1cdc. Läst 18 september 2016.